# ジョンケンジー・ノエル
ジョンケンジー・アルバート・ノエル（Jhonkensy Albert Noel, 2001年7月15日 - ）は、ドミニカ共和国サン・ペドロ・デ・マコリス州サンペドロ・デ・マコリス出身のプロ野球選手（外野手）。右投右打。MLBのクリーブランド・ガーディアンズ所属。

## 経歴

### プロ入りとインディアンス傘下時代
2017年7月15日にアマチュア・フリーエージェントでクリーブランド・インディアンスと契約してプロ入り。
2018年に傘下のルーキー級ドミニカン・サマーリーグ・インディアンスでプロデビューした。
2021年はルーキー級アリゾナ・コンプレックスリーグ・インディアンス、A級リンチバーグ・ヒルキャッツ、A＋級レイクカウンティ・キャプテンズの3チームでプレーし、合計で70試合に出場して打率.340、19本塁打、66打点を記録した。

### ガーディアンズ時代

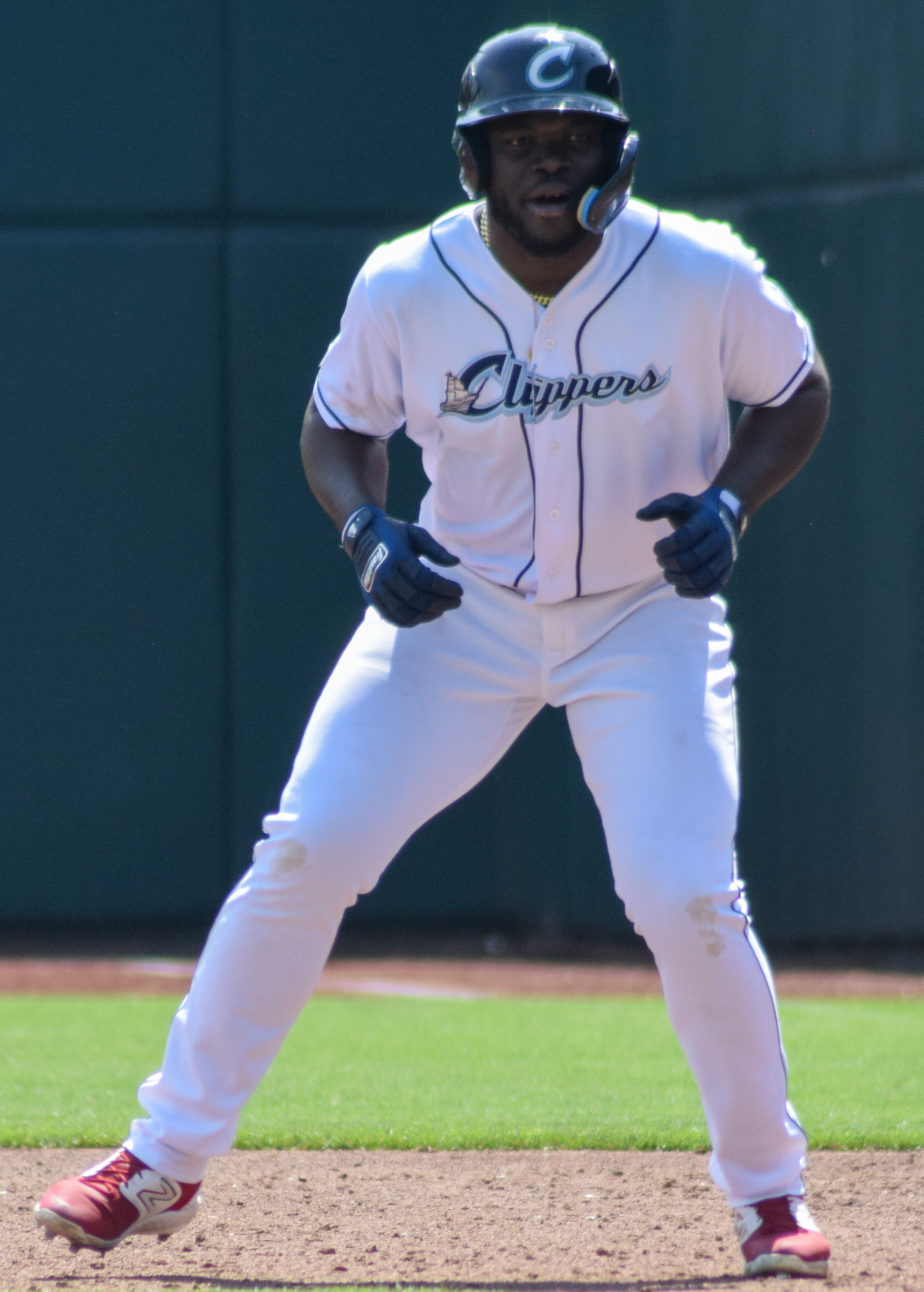
AAA級コロンバス・クリッパーズ時代
(2023年4月20日)

球団名がインディアンスからガーディアンズに変わった2021年オフに、ルール・ファイブ・ドラフトでの流出を防ぐために40人枠に登録された。
2022年はA＋級レイクカウンティ、AA級アクロン・ラバーダックス、AAA級コロンバス・クリッパーズの3チームでプレーし、合計で134試合に出場して打率.229、32本塁打、84打点を記録した。
2023年はAAA級コロンバスで138試合に出場して打率.220、27本塁打、85打点を記録した。
2024年6月26日のボルチモア・オリオールズ戦でメジャーデビューを果たし、初打席で本塁打を記録した。

## 詳細情報

### 年度別打撃成績
| 年 度    | 球 団    | 試 合 | 打 席 | 打 数 | 得 点 | 安 打 | 二 塁 打 | 三 塁 打 | 本 塁 打 | 塁 打 | 打 点 | 盗 塁 | 盗 塁 死 | 犠 打 | 犠 飛 | 四 球 | 敬 遠 | 死 球 | 三 振 | 併 殺 打 | 打 率 | 出 塁 率 | 長 打 率 | O P S |
| -------- | -------- | ----- | ----- | ----- | ----- | ----- | -------- | -------- | -------- | ----- | ----- | ----- | -------- | ----- | ----- | ----- | ----- | ----- | ----- | -------- | ----- | -------- | -------- | ----- |
| 2024     | CLE      | 67    | 198   | 179   | 25    | 39    | 7        | 1        | 13       | 87    | 28    | 0     | 0        | 0     | 1     | 13    | 0     | 5     | 63    | 1        | .218  | .288     | .486     | .774  |
| MLB：1年 | MLB：1年 | 67    | 198   | 179   | 25    | 39    | 7        | 1        | 13       | 87    | 28    | 0     | 0        | 0     | 1     | 13    | 0     | 5     | 63    | 1        | .218  | .288     | .486     | .774  |

- 2024年度シーズン終了時

### 年度別守備成績
| 年 度 | 球 団 | 一塁（1B） | 一塁（1B） | 一塁（1B） | 一塁（1B） | 一塁（1B） | 一塁（1B） | 左翼（LF） | 左翼（LF） | 左翼（LF） | 左翼（LF） | 左翼（LF） | 左翼（LF） | 右翼（RF） | 右翼（RF） | 右翼（RF） | 右翼（RF） | 右翼（RF） | 右翼（RF） |
| 年 度 | 球 団 | 試 合      | 刺 殺      | 補 殺      | 失 策      | 併 殺      | 守 備 率   | 試 合      | 刺 殺      | 補 殺      | 失 策      | 併 殺      | 守 備 率   | 試 合      | 刺 殺      | 補 殺      | 失 策      | 併 殺      | 守 備 率   |
| ----- | ----- | ---------- | ---------- | ---------- | ---------- | ---------- | ---------- | ---------- | ---------- | ---------- | ---------- | ---------- | ---------- | ---------- | ---------- | ---------- | ---------- | ---------- | ---------- |
| 2024  | CLE   | 9          | 33         | 5          | 0          | 1          | 1.000      | 1          | 0          | 0          | 0          | 0          | ----       | 54         | 94         | 2          | 0          | 1          | 1.000      |
| MLB   | MLB   | 9          | 33         | 5          | 0          | 1          | 1.000      | 1          | 0          | 0          | 0          | 0          | ----       | 54         | 94         | 2          | 0          | 1          | 1.000      |

- 2024年度シーズン終了時

### 背番号
- 43（2024年 - ）